# 1.ª etapa del Tour de Francia 2024
La 1.ª etapa del Tour de Francia 2024 tuvo lugar el 29 de junio de 2024 y consistió en una etapa escarpada con inicio en la ciudad italiana de Florencia y final en Rimini, sobre un recorrido de 206 km. El vencedor fue el francés Romain Bardet del equipo Team dsm-firmenich PostNL, siendo además el primer líder de la prueba.

## Clasificación de la etapa
| Florencia - Rímini | etapa escarpada | (206 km) |

| \| Clasificación de la etapa \| Clasificación de la etapa \| Clasificación de la etapa \| Clasificación de la etapa \| Clasificación de la etapa \| \| Ciclista \| Ciclista \| Equipo \| Tiempo \| \| \| ------------------------- \| ------------------------- \| -------------------------- \| ------------------------- \| ------------------------- \| \| 1.º \| Romain Bardet \| Team dsm-firmenich PostNL \| 5 h 07 min 22 s \| \| \| 2.º \| Frank van den Broek \| Team dsm-firmenich PostNL \| + 0 s \| \| \| 3.º \| Wout van Aert \| Team Visma \\| Lease a Bike \| + 5 s \| \| \| 4.º \| Tadej Pogačar \| UAE Team Emirates \| + 5 s \| \| \| 5.º \| Maxim Van Gils \| Lotto Dstny \| + 5 s \| \| \| 6.º \| Alex Aranburu \| Movistar Team \| + 5 s \| \| \| 7.º \| Mads Pedersen \| Lidl-Trek \| + 5 s \| \| \| 8.º \| Remco Evenepoel \| Soudal Quick-Step \| + 5 s \| \| \| 9.º \| Pello Bilbao \| Bahrain Victorious \| + 5 s \| \| \| 10.º \| Alberto Bettiol \| EF Education-EasyPost \| + 5 s \| \| |                     |                            |                 |
| |                     |                            |                 |
| Fuentes: ProCyclingStats Cycling Quotient |                     |                            |                 |
| Clasificación de la etapa |                     |                            |                 |
| Ciclista | Ciclista            | Equipo                     | Tiempo          |
| 1.º | Romain Bardet       | Team dsm-firmenich PostNL  | 5 h 07 min 22 s |
| 2.º | Frank van den Broek | Team dsm-firmenich PostNL  | + 0 s           |
| 3.º | Wout van Aert       | Team Visma \| Lease a Bike | + 5 s           |
| 4.º | Tadej Pogačar       | UAE Team Emirates          | + 5 s           |
| 5.º | Maxim Van Gils      | Lotto Dstny                | + 5 s           |
| 6.º | Alex Aranburu       | Movistar Team              | + 5 s           |
| 7.º | Mads Pedersen       | Lidl-Trek                  | + 5 s           |
| 8.º | Remco Evenepoel     | Soudal Quick-Step          | + 5 s           |
| 9.º | Pello Bilbao        | Bahrain Victorious         | + 5 s           |
| 10.º | Alberto Bettiol     | EF Education-EasyPost      | + 5 s           |

## Clasificaciones al final de la etapa

### Clasificación general(Maillot Jaune)
| \| Clasificación general \| Clasificación general \| Clasificación general \| Clasificación general \| Clasificación general \| \| Ciclista \| Ciclista \| Equipo \| Tiempo \| \| \| --------------------- \| --------------------- \| -------------------------- \| --------------------- \| --------------------- \| \| 1.º \| Romain Bardet \| Team dsm-firmenich PostNL \| 5 h 07 min 12 s \| \| \| 2.º \| Frank van den Broek \| Team dsm-firmenich PostNL \| + 4 s \| \| \| 3.º \| Wout van Aert \| Team Visma \\| Lease a Bike \| + 11 s \| \| \| 4.º \| Tadej Pogačar \| UAE Team Emirates \| + 15 s \| \| \| 5.º \| Maxim Van Gils \| Lotto Dstny \| + 15 s \| \| \| 6.º \| Alex Aranburu \| Movistar Team \| + 15 s \| \| \| 7.º \| Mads Pedersen \| Lidl-Trek \| + 15 s \| \| \| 8.º \| Remco Evenepoel \| Soudal Quick-Step \| + 15 s \| \| \| 9.º \| Pello Bilbao \| Bahrain Victorious \| + 15 s \| \| \| 10.º \| Alberto Bettiol \| EF Education-EasyPost \| + 15 s \| \| |                     |                            |                 |
| |                     |                            |                 |
| Fuentes: ProCyclingStats Cycling Quotient |                     |                            |                 |
| Clasificación general |                     |                            |                 |
| Ciclista | Ciclista            | Equipo                     | Tiempo          |
| 1.º | Romain Bardet       | Team dsm-firmenich PostNL  | 5 h 07 min 12 s |
| 2.º | Frank van den Broek | Team dsm-firmenich PostNL  | + 4 s           |
| 3.º | Wout van Aert       | Team Visma \| Lease a Bike | + 11 s          |
| 4.º | Tadej Pogačar       | UAE Team Emirates          | + 15 s          |
| 5.º | Maxim Van Gils      | Lotto Dstny                | + 15 s          |
| 6.º | Alex Aranburu       | Movistar Team              | + 15 s          |
| 7.º | Mads Pedersen       | Lidl-Trek                  | + 15 s          |
| 8.º | Remco Evenepoel     | Soudal Quick-Step          | + 15 s          |
| 9.º | Pello Bilbao        | Bahrain Victorious         | + 15 s          |
| 10.º | Alberto Bettiol     | EF Education-EasyPost      | + 15 s          |

### Clasificación por puntos(Maillot Vert)
| Clasificación por puntos | Clasificación por puntos | Clasificación por puntos   | Clasificación por puntos | Clasificación por puntos |
| Ciclista                 | Ciclista                 | Equipo                     | Puntos                   |                          |
| ------------------------ | ------------------------ | -------------------------- | ------------------------ | ------------------------ |
| 1.º                      | Frank van den Broek      | Team dsm-firmenich PostNL  | 33 pts                   |                          |
| 2.º                      | Romain Bardet            | Team dsm-firmenich PostNL  | 30 pts                   |                          |
| 3.º                      | Wout van Aert            | Team Visma \| Lease a Bike | 22 pts                   |                          |
| 4.º                      | Sandy Dujardin           | TotalEnergies              | 20 pts                   |                          |
| 5.º                      | Tadej Pogačar            | UAE Team Emirates          | 19 pts                   |                          |
| 6.º                      | Mads Pedersen            | Lidl-Trek                  | 19 pts                   |                          |
| 7.º                      | Maxim Van Gils           | Lotto Dstny                | 17 pts                   |                          |
| 8.º                      | Jonas Abrahamsen         | Uno-X Mobility             | 17 pts                   |                          |
| 9.º                      | Alex Aranburu            | Movistar Team              | 15 pts                   |                          |
| 10.º                     | Ryan Gibbons             | Lidl-Trek                  | 15 pts                   |                          |

### Clasificación de la montaña(Maillot à Pois Rouges)
| Clasificación de la montaña | Clasificación de la montaña | Clasificación de la montaña | Clasificación de la montaña | Clasificación de la montaña |
| Ciclista                    | Ciclista                    | Equipo                      | Puntos                      |                             |
| --------------------------- | --------------------------- | --------------------------- | --------------------------- | --------------------------- |
| 1.º                         | Jonas Abrahamsen            | Uno-X Mobility              | 13 pts                      |                             |
| 2.º                         | Valentin Madouas            | Groupama-FDJ                | 11 pts                      |                             |
| 3.º                         | Frank van den Broek         | Team dsm-firmenich PostNL   | 9 pts                       |                             |
| 4.º                         | Ion Izagirre                | Cofidis                     | 8 pts                       |                             |
| 5.º                         | Romain Bardet               | Team dsm-firmenich PostNL   | 3 pts                       |                             |
| 6.º                         | Matej Mohorič               | Bahrain Victorious          | 1 pt                        |                             |

### Clasificación del mejor joven(Maillot Blanc)
| Clasificación del mejor joven | Clasificación del mejor joven | Clasificación del mejor joven | Clasificación del mejor joven | Clasificación del mejor joven |
| Ciclista                      | Ciclista                      | Equipo                        | Tiempo                        |                               |
| ----------------------------- | ----------------------------- | ----------------------------- | ----------------------------- | ----------------------------- |
| 1.º                           | Frank van den Broek           | Team dsm-firmenich PostNL     | 5 h 07 min 16 s               |                               |
| 2.º                           | Maxim Van Gils                | Lotto Dstny                   | + 11 s                        |                               |
| 3.º                           | Remco Evenepoel               | Soudal Quick-Step             | + 11 s                        |                               |
| 4.º                           | Thomas Pidcock                | Ineos Grenadiers              | + 11 s                        |                               |
| 5.º                           | Ilan Van Wilder               | Soudal Quick-Step             | + 11 s                        |                               |
| 6.º                           | Matteo Jorgenson              | Team Visma \| Lease a Bike    | + 11 s                        |                               |
| 7.º                           | Tobias Halland Johannessen    | Uno-X Mobility                | + 11 s                        |                               |
| 8.º                           | Carlos Rodríguez              | Ineos Grenadiers              | + 11 s                        |                               |
| 9.º                           | Oscar Onley                   | Team dsm-firmenich PostNL     | + 11 s                        |                               |
| 10.º                          | Johannes Kulset               | Uno-X Mobility                | + 11 s                        |                               |

### Clasificación por equipos(Classement par Équipe)
| Clasificación por equipos | Clasificación por equipos  | Clasificación por equipos | Clasificación por equipos |
| Equipo                    | Equipo                     | Tiempo                    |                           |
| ------------------------- | -------------------------- | ------------------------- | ------------------------- |
| 1.º                       | Team dsm-firmenich PostNL  | 15 h 22 min 11 s          |                           |
| 2.º                       | Team Visma \| Lease a Bike | + 10 s                    |                           |
| 3.º                       | Ineos Grenadiers           | + 10 s                    |                           |
| 4.º                       | Soudal Quick-Step          | + 10 s                    |                           |
| 5.º                       | Lidl-Trek                  | + 10 s                    |                           |
| 6.º                       | Red Bull-Bora-Hansgrohe    | + 10 s                    |                           |
| 7.º                       | EF Education-EasyPost      | + 10 s                    |                           |
| 8.º                       | Movistar Team              | + 10 s                    |                           |
| 9.º                       | Bahrain Victorious         | + 10 s                    |                           |
| 10.º                      | UAE Team Emirates          | + 10 s                    |                           |

## Abandonos
- Michele Gazzoli (Astana Qazaqstan Team) no finalizó la etapa por indisposición[3]